# كهوف موستانغ
كهوف موستانغ أو كهوف السماء هي عبارة عن مجموعة من حوالي 10000 كهف من صنع الإنسان تم حفرها في جوانب الوديان في منطقة موستانغ في نيبال. قامت عدة مجموعات من علماء الآثار والباحثين بإستكشاف هذه الكهوف المكدسة ووجدوا أجسادًا وهياكل عظمية محنطة جزئيًا تعود إلى 2000-3000 عام على الأقل. أدى إستكشافات هذه الكهوف من قبل المحافظين وعلماء الآثار أيضًا إلى إكتشاف لوحات بوذية ثمينة ومنحوتات ومخطوطات والعديد من القطع الأثرية التي تعود إلى القرنين الثاني عشر والرابع عشر. تقع الكهوف على جدران الأودية شديدة الإنحدار بالقرب من نهر كالي غانداكي في موستانغ العليا. استمرت مجموعات البحث في التحقيق في هذه الكهوف، لكن لم يفهم أحد بعد من بنى الكهوف ولماذا تم بناؤها. الموقع مُدرج حاليًا كموقع مؤقت لليونسكو منذ عام 1996.